# 4850 Palestrina
4850 Palestrina (1973 UJ5) là một tiểu hành tinh vành đai chính được phát hiện ngày 27 tháng 10 năm 1973 bởi F. Borngen ở Tautenburg.